# Etmopterus unicolor
Etmopterus unicolor és una espècie de peix de la família dels dalàtids i de l'ordre dels esqualiforms.

## Morfologia
- Els mascles poden assolir 64 cm de longitud total.[4][5]

## Reproducció
És ovovivípar.

## Hàbitat
És un peix marí d'aigües subtropicals.

## Distribució geogràfica
Es troba al Japó i Nova Zelanda.